# Jewgienij Piunowski
Jewgienij Michajłowicz Piunowski, ros. Евгений Михайлович Пиуновский, rum. Eugen Piunovschi (ur. 23 września 1946 w Irkucku, Rosyjska FSRR) – rosyjski piłkarz, grający na pozycji napastnika, trener piłkarski.

## Kariera piłkarska
Wychowanek Szkoły Sportowej nr 2 w Dubosarach. W 1967 rozpoczął karierę piłkarską w klubie Moldova Kiszyniów. W 1969 przeszedł do Szachtiora Karaganda, a w 1971 został zaproszony do Kajratu Ałmaty. W 1974 roku powrócił do Kiszyniowa, gdzie dołączył do klubu, który już nazywał się Nistru Kiszyniów. W mołdawskim zespole rozegrał ponad 100 meczów. W 1978 odszedł do Celinnika Celinograd, w którym zakończył karierę piłkarza w roku 1980.

## Kariera trenerska
Po zakończeniu kariery piłkarza rozpoczął pracę szkoleniowca. Od 1992 do czerwca 1993 trenował zespół Tighina Bendery. Również od 18 do 28 sierpnia 1992 prowadził narodową reprezentację Mołdawii. W sezonie 1993/94 pracował na stanowisku głównego trenera klubu Bugeac Komrat. Potem ponad 15 lat pracował w Szkole Sportowej w podmoskiewskim mieście Bronnicy.

## Sukcesy i odznaczenia

### Sukcesy piłkarskie
Kajrat Ałmaty
- zdobywca Pucharu Międzynarodowego Związku Zawodowego Kolejarzy: 1971

### Odznaczenia
- tytuł Mistrza Sportu ZSRR: 1971